# First in, never out
FINO es el acrónimo inglés de First In, Never Out (primero en entrar, nunca en salir). Es un algoritmo paródico que pudiera ser un método utilizado en estructuras de datos, contabilidad de costes y teoría de colas. Guarda analogía con las personas que esperan en una cola y son desatendidas por orden de llegada. (Cuanto antes llegan, antes se quedan sin ser atendidas.)

## Informática
FINO funciona reteniendo las tareas puestas en cola de forma permanente. No importa  cuantas tareas lleguen a la cola. Ninguna de ellas será despachada. Por ello un algoritmo, basado en FINO, es tan fácil de implementar como inútil.
FINO se utilizó jocosamente para describir las memorias WOM o memorias de sólo escritura.